# Лаверсин
Лаверси́н (фр. Laversine) — коммуна во Франции, находится в регионе Пикардия. Департамент коммуны — Эна. Входит в состав кантона Вик-сюр-Эн. Округ коммуны — Суассон.
Код INSEE коммуны — 02415.

## Население
Население коммуны на 2010 год составляло 152 человека.
| 1962 | 1968 | 1975 | 1982 | 1990 | 1999 | 2010 |
| ---- | ---- | ---- | ---- | ---- | ---- | ---- |
| 121  | 83   | 84   | 69   | 84   | 99   | 152  |

## Экономика
В 2010 году среди 95 человек трудоспособного возраста (15—64 лет) 74 были экономически активными, 21 — неактивными (показатель активности — 77,9 %, в 1999 году было 69,0 %). Из 74 активных жителей работали 66 человек (36 мужчин и 30 женщин), безработных было 8 (3 мужчин и 5 женщин). Среди 21 неактивных 5 человек были учениками или студентами, 10 — пенсионерами, 6 были неактивными по другим причинам.